# Pallacanestro Trieste 2004 2022-2023
Questa voce raccoglie le informazioni riguardanti la Pallacanestro Trieste 2004 nelle competizioni ufficiali della stagione 2022-2023.

## Stagione
La stagione 2022-2023 della Pallacanestro Trieste 2004 è la 51ª nel massimo campionato italiano di pallacanestro, la Serie A.
L'allenatore è Marco Legovich mentre il ruolo di Presidente e General Manager è ricoperto da Mario Ghiacci.
Per la composizione del roster si decise di tornare alla formula con 5 giocatori stranieri senza vincoli.

## Roster
Aggiornato al 21 novembre 2022.
| Pallacanestro Trieste 2022-2023 | Pallacanestro Trieste 2022-2023 |
| Giocatori                       | Staff tecnico                   |
| ------------------------------- | ------------------------------- |

| N. | Naz.                   | Ruolo | Nome                  | Anno | Alt.   | Peso   |  |
| -- | ---------------------- | ----- | --------------------- | ---- | ------ | ------ |  |
| 1  | Stati Uniti (bandiera) | G     | Frank Gaines          | 1990 | 191 cm | 88 kg  |  |
| 2  | Stati Uniti (bandiera) | AC    | A.J. Pacher           | 1992 | 208 cm | 108 kg |  |
| 2  | Stati Uniti (bandiera) | GA    | Jalen Hudson          | 1996 | 198 cm | 88 kg  |  |
| 3  | Italia (bandiera)      | P     | Stefano Bossi         | 1994 | 190 cm | 90 kg  |  |
| 5  | Stati Uniti (bandiera) | P     | Corey Davis           | 1997 | 185 cm | 86 kg  |  |
| 6  | Stati Uniti (bandiera) | C     | Skylar Spencer        | 1994 | 206 cm | 107 kg |  |
| 7  | Italia (bandiera)      | P     | Matteo Rolli          | 2004 |        |        |  |
| 8  | Italia (bandiera)      | AP    | Lodovico Deangeli (C) | 2000 | 205 cm | 90 kg  |  |
| 15 | Italia (bandiera)      | AG    | Marco Ius             | 2004 | 202 cm |        |  |
| 10 | Italia (bandiera)      | P     | Michele Ruzzier       | 1993 | 183 cm | 80 kg  |  |
| 12 | Italia (bandiera)      | GA    | Luca Campogrande      | 1996 | 198 cm | 90 kg  |  |
| 14 | Italia (bandiera)      | C     | Giovanni Vildera      | 1995 | 205 cm | 105 kg |  |
| 23 | Lettonia (bandiera)    | AP    | Roberts Stumbris      | 1993 | 198 cm | 92 kg  |  |
| 24 | Stati Uniti (bandiera) | G     | Frank Bartley         | 1994 | 191 cm | 98 kg  |  |
| 25 | Italia (bandiera)      | AC    | Alessandro Lever      | 1998 | 208 cm | 104 kg |  |
| 33 | Stati Uniti (bandiera) | AC    | Emanuel Terry         | 1996 | 206 cm | 100 kg |  |

| Allenatore                                                                           |
| - Marco Legovich                                                                     |
| Assistente/i                                                                         |
| - Massimo Maffezzoli - Andrea Vicenzutto Legenda - (C) Capitano - Infortunato Roster |

## Mercato

### Sessione estiva
| Acquisti | Acquisti         | Acquisti        | Acquisti   | Acquisti |
| R.a      | Nome             | da              | Modalità   |          |
| -------- | ---------------- | --------------- | ---------- | -------- |
| P        | Stefano Bossi    | Urania Milano   | svincolato |          |
| G        | Frank Bartley    | Ironi Nes Ziona | svincolato |          |
| G        | Frank Gaines     | Benfica         | svincolato |          |
| AC       | A.J. Pacher      | Kleb Ferrara    | svincolato |          |
| C        | Skylar Spencer   | Astana          | svincolato |          |
| C        | Giovanni Vildera | Kleb Ferrara    | svincolato |          |

| Cessioni | Cessioni          | Cessioni            | Cessioni       | Cessioni |
| R.       | Nome              | a                   | Modalità       |          |
| -------- | ----------------- | ------------------- | -------------- | -------- |
| P        | Juan Fernández    |                     | ritirato       |          |
| G        | Adrian Banks      | Universo Treviso    | fine contratto |          |
| G        | Daniele Cavaliero |                     | ritirato       |          |
| G        | Jason Clark       | Treviglio           | fine contratto |          |
| GA       | Fabio Mian        | Amici Pall. Udinese | rescissione    |          |
| AP       | Tommaso Fantoma   | Amici Pall. Udinese | prestito       |          |
| AG       | Andrejs Gražulis  | Aquila Trento       | fine contratto |          |
| AC       | Sagaba Konate     | Ulma                | fine contratto |          |
| C        | Marcos Delía      | Wolves              | fine contratto |          |

### Dopo l'inizio della stagione
| Acquisti | Acquisti         | Acquisti          | Acquisti         | Acquisti   |
| R.       | Nome             | da                | Data             | Modalità   |
| -------- | ---------------- | ----------------- | ---------------- | ---------- |
| P        | Michele Ruzzier  | Virtus Bologna    | 21 novembre 2022 | svincolato |
| AC       | Emanuel Terry    | Suwon S. Thunders | 20 gennaio 2023  | svincolato |
| GA       | Jalen Hudson     | TNT Tropang Giga  | 8 marzo 2023     | svincolato |
| AP       | Roberts Stumbris | Trapani Shark     | 31 marzo 2023    | svincolato |

| Cessioni | Cessioni     | Cessioni       | Cessioni         | Cessioni    |
| R.       | Nome         | a              | Data             | Modalità    |
| -------- | ------------ | -------------- | ---------------- | ----------- |
| AC       | A.J. Pacher  | Vanoli Cremona | 1 febbraio 2023  | rescissione |
| G        | Frank Gaines | Provence       | 13 febbraio 2023 | rescissione |